# Хани Венцел
Ханелоре „Хани“ Венцел (на немски: Hannelore „Hanni“ Wenzel) е алпийска скиорка, състезавала се за Лихтенщайн.
Тя е двукратна олимпийска и четирикратна световна шампионка, както и двукратна носителка на световната купа. На зимните олимпийски игри в Инсбрук през 1976 г. завоюва първия олимпийски медал за Лихтенщайн. Сред най-успешните универсални скиорки е в историята с успехи, както в скоростните, така и в техничните дисциплини.

## Биография
Родена е в Щраубинг, Бавария, Германия. По-късно семейството ѝ се мести в Лихтенщайн. Когато печели златен медал на слалом и бронзов в алпийската комбинация на световното първенство през 1974 г., цялото семейство получава лихтенщайнско гражданство. По-малките ѝ брат Андреас и сестра Петра също са алпийски скиори и участват в олимпийски игри. Андреас също е носител на световната купа, при това в една и съща година с Хани. Освен това, двамата печелят медали на едни и същи в зимни олимпийски игри в Лейк Плесид през 1980 г.
Хани Венцел завършва кариерата си през 1984 г. след 2 олимпийски и 2 световни титли, 2 световни купи в общото класиране, 3 световни купи в отделни дисциплини, 3 титли в комбинацията и 33 победи в стартове за световната купа.
До зимните олимпийски игри в Сочи през 2014 г. включително, Лихтенщайн има общо 9 олимпийски медала, от които 6 са спечелени от Хани и Андреас Венцел, а други 2 – от братята Вили и Паул Фромелт.
След края на спортната си кариера Хани се омъжва за австрийския скиор и световен шампион в спускането от 1982 г. Харти Вайрайтер. Дъщеря им Тина Вайрайтер също е успешна състезателка в алпийските ски.